# شيخ بيغلو (عباس الغربي)
شیخ بیغلو (بالفارسية: شیخ‌بیگلو) هي مستوطنة تقع في إيران في قسم عباس الغربي الريفي. يقدر عدد سكانها بـ 316 نسمة.